# 이와사키정
이와사키정(岩崎町)은 아키타현 오가치군에 있던 정이다. 현재의 유자와시 북부, 미나세가와 좌안, 오우 본선 시모유자와 역 주변에 해당한다.

## 역사
- 1889년 4월 1일 - 정촌제 시행에 의해 이와사키정을 비릇해 1촌의 구역으로 성립하였다.
- 1954년 3월 31일 - 유자와 정, 야마다 촌, 미쓰세키 촌, 벤텐 촌, 하타노 촌과 합병해 유자와시가 성립하였다. 동일 이와사키정은 폐지되었다.

## 교통

### 철도
현재는 구 촌역에 오우 본선의 시모유자와 역이 소재하지만, 당시는 미개업.

### 도로
- 국도 13호선

현재는 구 정역에 유자와요코테 도로가 통과하고 있지만, 당시에는 미개통.